# Mattia De Mori
Mattia De Mori (Isola della Scala, 30 januari 1993) is een Italiaans wielrenner.

## Carrière
In 2016 won De Mori de negende etappe in de Ronde van Marokko in de massasprint Xavier Quevedo en Matteo Malucelli voor te blijven. In de derde, vierde en zesde etappe werd De Mori telkens tweede, telkens achter Malucelli.

## Overwinningen
2016
9e etappe Ronde van Marokko